# Midkiff Rock
Der Midkiff Rock ist ein isolierter und 590 m hoher Felsvorsprung im westantarktischen Marie-Byrd-Land. In den Ford Ranges ragt er 10 km ostsüdöstlich des Mount West aus einem breiten und vereisten Gebirgskamm zwischen dem Hammond- und dem Swope-Gletscher auf.
Der United States Geological Survey kartierte ihn anhand eigener Vermessungen und Luftaufnahmen der United States Navy aus den Jahren von 1959 bis 1965. Das Advisory Committee on Antarctic Names benannte ihn 1970 nach Frank Tyler Midkiff Jr. (1942–1997), Flugzeugmechaniker und Besatzungsmitglied bei Hubschrauberflügen während der Operation Deep Freeze des Jahres 1968.